# Myotis macrotarsus
Myotis macrotarsus је врста слепог миша из породице вечерњака (лат. Vespertilionidae).

## Распрострањење
Врста је присутна у Малезији и Филипинима.

## Станиште
Врста Myotis macrotarsus има станиште на копну.

## Начин живота
Врста Myotis macrotarsus живи у пећинским хабитатима. 

## Угроженост
Ова врста је на нижем степену опасности од изумирања, и сматра се скоро угроженим таксоном.

### Популациони тренд
Популација ове врсте се смањује, судећи по расположивим подацима.